# David Costabile
David Costabile (Washington DC, 9 de gener de 1967) és un actor estatunidenc, conegut principalment per les seves obres en televisió. Entre els seus papers més destacats, es troben diversos papers secundaris en sèries estatunidenques, com ara Breaking Bad o Suits. També ha participat en el cinema o al teatre de Broadway.

## Biografia
Costabile va néixer a Washington DC en una família d'ascendència italiana. Va assistir a la Gonzaga College High School, on es va grafuar el 1985, i posteriorment va anar a la Universitat Tufts. El 1998 es va graduar a la Universitat de Nova York en un programa d'actuació.

### Teatre
Costabile va participar en una obra de Broadway realitzada pel Manhattan Theatre Club, consistent en una recuperació de l'obra Translations, el 2007, així com en el musical Titanic, el 1997. El 1995 havia participat en The Tempest. El 2005 va interpretar Launce a The Two Gentlemen of Verona en el marc del Public Theater's Shakespeare in the Park. A l'obra Caroline, or Change, un musical de Tony Kushner i Jeanine Tesori (2003–2004) que va guanyar el Drama Desk Award, Costabile va participar en la producció original i, posteriorment, quan l'obra va ser transferida a Brodway.

### Televisió
Costabile és conegut principalment pel seu treball a la televisió, on va actuar a The Wire (interpretant a Thomas Klebanow, l'editor en cap del The Baltimore Sun), Flight of the Conchords (com Doug), Damages (com el detectiu Rick Messer), Suits (com Daniel Hardman, antic director de la firma Pearson Hardman), o Breaking Bad (com Gale Boetticher). Actualment interpreta Mike "Wags" Wagner a la producció de Showtime Billions.
Costabile també va aparèixer a la sisena temporada de The Office, on interpretava un banquer que havia d'avaluar l'empresa Dunder Mifflin, i a House, on apareixia fent de conductor de limusina en l'episodi "Changes". Durant la segona sèrie de Franklin & Bash, va aparèixer com a estrella convidada. També va tenir un paper convidada en un capítol de la tercera temporada de la sèrie The Good Wife, on feia d'advocat defensor de Lockhart i Gardner, i en dos episodis de la producció de la BBC One Ripper Street. Costabile també va interpretar el Sr. Braddock, un advocat del primer sospitós en un episodi de The Closer titulat "Unknown Trouble", primer capítol de la setena temporada.
També ha participat en diversos anuncis comercials per televisió, inclosos els de Microsoft i FedEx. El 2011 va aparèixer a Lie to Me interpretant el Dr. Mitch Grandon, el doctor en cap d'una institució psiquiàtrica. El 2013 va participar en  Elementary com Danilo Gura, membre de la seguretat d'un hospital. També va interpretar un investigador d'assumptes interns, Simon Boyd, en la sèrie de televisió Low Winter Sun. Va participar en la primera temporada de Person of Interest com Samuel Gates, com el Dr. Linus Creel a The Blacklist, i també va aparèixer a la sèrie de televisió Dig.

### Cinema
Costabile va tenir un paper important en la pel·lícula de 2009 Solitary Man, on interpretava Gary, el marit del personatge interpretat per Jenna Fischer. També va donar vida a l'advocat de Jennifer Aniston a la pel·lícula de 2010 The Bounty Hunter. El 2012 va participar en la pel·lícula Lincoln com el representant republicà James Ashley. El 2013 va aparèixer al llargmetratge de Steven Soderbergh Side Effects, on interpretava Carl Millbank, i a la pel·lícula Runner Runner, on donava vida al professor Horstein. El 2016 va aparèixer com el Cap a 13 Hours: The Secret Soldiers of Benghazi.

## Filmografia

### Cinema
| Any  | Títol                                     | Paper              | Notes |
| ---- | ----------------------------------------- | ------------------ | ----- |
| 2009 | Solitary Man                              | Gary               |       |
| 2010 | The Bounty Hunter                         | Attorney           |       |
| 2012 | Lincoln                                   | James Ashley       |       |
| 2013 | Side Effects                              | Carl Millbank      |       |
| 2013 | Runner Runner                             | Professor Horstein |       |
| 2016 | 13 Hours: The Secret Soldiers of Benghazi | The Chief          |       |
| 2017 | The Post                                  | Art Buchwald       |       |